# 大选
大選，也称普选、總選舉、總選、通常选举（英語：General election），一般是指立法机构的投票选举，通常为选举其中全部成员或改选大多数成员，并不同于补选或只有一个选区参加的选举。
在大多数制度下，大选为定期选举，其中政府首脑（如总统或总理）及“同阶层”或立法机构的所有成员同时当选。有时，大选日期可能与不同行政区划（如地方选举）内的选举日期保持一致。